# Adnan Taess Akkar
Adnan Taess Akkar al-Mntfage (arabisch عدنان طعيس عكار المنتفقي, DMG ʿAdnān Ṭaʿīs ʿAkkār al-Muntafiqī; * 24. März 1980 in Wasit) ist ein irakischer Mittelstreckenläufer.

## Sportliche Laufbahn
Erste Erfahrungen bei internationalen Meisterschaften sammelte Adnan Taess Akkar bei den erstmals ausgetragenen Hallenasienmeisterschaften 2004 in Teheran, bei denen er den fünften Platz über 1500 Meter und Rang elf über 3000 Meter belegte. 2005 belegte er bei den Islamic Solidarity Games in Mekka den fünften Platz über 800 Meter sowie Platz sieben über 1500 Meter. Zudem belegte er mit der irakischen 4-mal-400-Meter-Staffel den vierten Platz. Bei den Asienmeisterschaften im südkoreanischen Incheon gewann er die Silbermedaille über 1500 Meter und wurde über 800 Meter Sechster. Ein Jahr später wurde er bei den Hallenasienmeisterschaften in Pattaya Neunter über 1500 Meter. 2009 gewann er bei den Hallenasienspielen in Hanoi die Bronzemedaille im 800-Meter-Lauf und musste seinen Lauf über 1500 Meter vorzeitig abbrechen. Bei den Asienmeisterschaften in Guangzhou gewann er ebenfalls Bronze über 800 Meter und belegte Platz sieben über 1500 Meter. Zudem erreichte er mit der irakischen Stafette Platz fünf.
2010 gewann er bei den Asienspielen in Guangzhou die Silbermedaille 800 Meter und belegte Rang elf über 1500 Meter. 2011 gewann er bei den Panarabischen Meisterschaften in Doha die Bronzemedaille über 800 Meter und musste seinen Lauf über 1500 Meter erneut abbrechen. 2012 gewann er bei den Hallenasienmeisterschaften in Hangzhou die Silbermedaille über 800 Meter und stellte dabei einen neuen irakischen Hallenrekord in dieser Disziplin auf. Er qualifizierte sich auch für die Olympischen Spiele in London, bei denen er bereits in der ersten Runde ausschied. 2013 belegte er bei Arabischen Meisterschaften in Doha Platz sieben über 800 Meter sowie Platz elf über 1500 Meter. Bei den Asienmeisterschaften in Pune schied er überraschend im Vorlauf über 800 Meter aus. Bei den Islamic Solidarity Games in Palembang erreichte er den siebten Platz über 1500 Meter.
2014 gewann er bei den Asienspielen in Incheon die Goldmedaille über 800 Meter sowie Bronze über 1500 Meter. 2015 qualifizierte er sich für die Weltmeisterschaften in Peking, bei denen er über 800 Meter im Vorlauf ausschied. 2016 nahm er über 1500 Meter an den Hallenasienmeisterschaften in Doha teil und konnte dort sein Rennen nicht beenden. Bei den Asienmeisterschaften 2017 in Bhubaneswar wurde er Vierter über 1500 Meter und gewann Anfang September bei den Asian Indoor & Martial Arts Games in Aşgabat die Bronzemedaille in dieser Disziplin. 2018 war er für eine Teilnahme an den Hallenasienmeisterschaften in Teheran gemeldet, konnte sein Rennen über 1500 Meter nicht beenden. Ende August nahm er ein weiteres Mal an den Asienspielen in Jakarta teil und belegte dort in 3:49,02 min Rang sieben über 1500 Meter.
2012 und 2019 wurde Akkar irakischer Meister im 800-Meter-Lauf sowie 2012 auch über 1500 Meter.

## Persönliche Bestzeiten
- 400 Meter: 49,35 s, 21. Juli 2012 in Barcelona
- 800 Meter: 1:45,88 min, 25. November 2010 in Guangzhou (irakischer Rekord)
  - 800 Meter (Halle): 1:49,42 min, 19. Februar 2012 in Hangzhou (irakischer Rekord)
- 1500 Meter: 3:42,50 min, 29. September 2014 in Incheon (irakischer Rekord)
  - 1500 Meter (Halle): 3:44,38 min, 18. Februar 2009 in Stockholm (irakischer Rekord)
  - 3000 Meter (Halle): 9:03,36 min, 7. Februar 2004 in Teheran (irakischer Rekord)